# Condado de LaMoure
El condado de LaMoure (en inglés: LaMoure County, North Dakota), fundado en 1873, es uno de los 53 condados del estado estadounidense de Dakota del Norte. En el año 2000 tenía una población de 4701 habitantes y una densidad poblacional de 2 personas por km². La sede del condado es LaMoure.

## Geografía
Según la Oficina del Censo, el condado tiene un área total de 2981 km² (1151,0 mi²), de la cual 2971 km² (1147,1 mi²) es tierra y 10 km² (3,9 mi²) es agua.

### Condados adyacentes
- Condado de Morton (norte y este)
- Condado de Sioux (sur)
- Condado de Adams (suroeste)
- Condado de Hettinger (oeste)
- Condado de Stark (noroeste)

### Áreas protegidas nacionales
- Hill ósea Refugio Nacional de Vida Silvestre

## Demografía
En el 2000 la renta per cápita promedia del condado era de $29 707, y el ingreso promedio para una familia era de $36 495. El ingreso per cápita para el condado era de $17 059. En 2000 los hombres tenían un ingreso per cápita de $26 351 versus $17 500 para las mujeres. Alrededor del 12.30% de la población estaba bajo el umbral de pobreza nacional.
| 1880 | 1890 | 1900 | 1910   | 1920   | 1930   | 1940   | 1950 | 1960 | 1970 | 1980 | 1990 | 2000 | Est. 2009 |
| ---- | ---- | ---- | ------ | ------ | ------ | ------ | ---- | ---- | ---- | ---- | ---- | ---- | --------- |
| 20   | 3187 | 6048 | 10 724 | 11 564 | 11 517 | 10 298 | 9498 | 8705 | 7117 | 6473 | 5383 | 4701 | 3908      |

## Mayores autopistas
- U.S. Highway 281
- Carretera de Dakota del Norte 1
- Carretera de Dakota del Norte 13
- Carretera de Dakota del Norte 46
- Carretera de Dakota del Norte 56

## Lugares

### Ciudades
- Berlin
- Dickey
- Edgeley
- Jud
- Kulm
- LaMoure
- Marion
- Verona

Nota: todas las comunidades incorporadas en Dakota del Norte se les llama "ciudades" independientemente de su tamaño